# Olympische Sommerspiele 1976/Teilnehmer (Großbritannien)
| Gelbes Symbol für Goldmedaillen mit stilisierten Olympischen Ringen | Graues Symbol für Silbermedaillen mit stilisierten Olympischen Ringen | Braundes Symbol für Bronzemedaillen mit stilisierten Olympischen Ringen |
| ------------------------------------------------------------------- | --------------------------------------------------------------------- | ----------------------------------------------------------------------- |
| 3                                                                   | 5                                                                     | 5                                                                       |

Das Vereinigte Königreich nahm als Great Britain an den Olympischen Sommerspielen 1976 in Montreal, Kanada, teil. 242 Wettkämpfer (176 Männer, 66 Frauen) beteiligten sich an 148 Wettbewerben in 17 Sportarten.

## Medaillen
Großbritannien belegte den 13. Rang im Medaillenspiegel.

### Gold
- John Osborn, Reg White – Segeln, Tornado
- Jeremy Fox, Danny Nightingale, Adrian Parker – Moderner Fünfkampf, Männer Mannschaft
- David Wilkie – Schwimmen, 200 m Brust

### Silber
- Keith Remfry – Judo, Offene Klasse
- Michael Hart and Chris Baillieu – Rudern, Doppelzweier
- Jim Clark, Tim Crooks, Richard Lester, Hugh Matheson, David Maxwell, Leonard Robertson, John Yallop, Patrick Sweeney, Frederick Smallbone – Rudern, Achter
- David Wilkie – Schwimmen, 100 m Brust
- Julian Brooke-Houghton, Rodney Pattisson – Segeln, Flying Dutchman

### Bronze
- Brendan Foster – Leichtathletik, 10.000 m
- Patrick Cowdell – Boxen, Bantamgewicht (bis 54 kg)
- Ian Banbury, Michael Bennett, Robin Croker, Ian Hallam – Radsport, 4000 m Mannschaftsverfolgung
- David Starbrook – Judo, Halbschwergewicht (bis 93 kg)
- Alan McClatchey, David Dunne, Gordon Downie, Brian Brinkley – Schwimmen, 4 × 200 m Freistil

## Bogenschießen
Frauen
- Patricia Conway – 2257 Punkte (→ 21. Platz)
- Rachael Fenwick – 2199 Punkte (→ 23. Platz)

Männer
- David Pink – 2347 Punkte (→ 21. Platz)
- Stewart Littlefair – 2238 Punkte (→ 30. Platz)

## Boxen
| Athleten         | Wettbewerb               | 1. Runde           | 1. Runde | 2. Runde           | 2. Runde    | Achtelfinale      | Achtelfinale  | Viertelfinale | Viertelfinale | Halbfinale    | Halbfinale    | Finale        | Finale        | Rang   |
| Athleten         | Wettbewerb               | Gegner             | Ergebnis | Gegner             | Ergebnis    | Gegner            | Ergebnis      | Gegner        | Ergebnis      | Gegner        | Ergebnis      | Gegner        | Ergebnis      | Rang   |
| ---------------- | ------------------------ | ------------------ | -------- | ------------------ | ----------- | ----------------- | ------------- | ------------- | ------------- | ------------- | ------------- | ------------- | ------------- | ------ |
| Männer           |                          |                    |          |                    |             |                   |               |               |               |               |               |               |               |        |
| Charlie Magri    | Fliegengewicht bis 51 kg | –                  | –        | Freilos            | Freilos     | Ian Clyde         | verloren      | ausgeschieden | ausgeschieden | ausgeschieden | ausgeschieden | ausgeschieden | ausgeschieden | 9.     |
| Pat Cowdell      | Bantamgewicht            | –                  | –        | Leszek Borkowski   | 299:289     | Alejandro Silva   | 300:277       | Rej Portaleza | 297:290       | Gu Yong-jo    | 292:297       | –             | –             | Bronze |
| Sylvester Mittee | Leichtgewicht            | –                  | –        | Simion Cuțov       | abgebrochen | ausgeschieden     | ausgeschieden | ausgeschieden | ausgeschieden | ausgeschieden | ausgeschieden | ausgeschieden | ausgeschieden | 15.    |
| Clinton McKenzie | Leichtweltergewicht      | Daniele Zappaterra | 300:287  | Ismael Martínez    | 291:293 1   | Sugar Ray Leonard | 285:299       | ausgeschieden | ausgeschieden | ausgeschieden | ausgeschieden | ausgeschieden | ausgeschieden | 9.     |
| Colin Jones      | Weltergewicht            | –                  | –        | Christy McLoughlin | 296:288     | Victor Zilberman  | 286:298       | ausgeschieden | ausgeschieden | ausgeschieden | ausgeschieden | ausgeschieden | ausgeschieden | 9.     |
| Robbie Davies    | Leichtmittelgewicht      | Wayne Davlin       | K. O.    | Alfredo Lemus      | 291:296     | ausgeschieden     | ausgeschieden | ausgeschieden | ausgeschieden | ausgeschieden | ausgeschieden | ausgeschieden | ausgeschieden | 9.     |
| Dave Odwell      | Mittelgewicht            | –                  | –        | Mohamed Saoud      | 298:283     | Dragan Vujković   | 274:300       | ausgeschieden | ausgeschieden | ausgeschieden | ausgeschieden | ausgeschieden | ausgeschieden | 9.     |

## Fechten
Florett Einzel
- Graham Paul
- Rob Bruniges
- Barry Paul

Florett Mannschaft
- Geoffrey Grimmett, Barry Paul, Rob Bruniges, Graham Paul, Nick Bell

Degen Einzel
- Ralph Johnson
- Teddy Bourne
- Tim Belson

Degen Mannschaft
- Teddy Bourne, Bill Hoskyns, Ralph Johnson, Tim Belson, Martin Beevers

Säbel Einzel
- Richard Cohen
- John Deanfield
- Peter Mather

Säbel Mannschaft
- Bill Hoskyns, Peter Mather, John Deanfield, Richard Cohen

Florett Einzel
- Susan Wrigglesworth
- Clare Henley-Halsted
- Wendy Ager-Grant

Florett Mannschaft
- Wendy Ager-Grant, Susan Wrigglesworth, Hilary Cawthorne, Clare Henley-Halsted, Sue Green

## Gewichtheben
- Precious McKenzie: Fliegengewicht, Reißen 90 kg – 11., Stoßen 110 kg – 13., gesamt 11.
- Victor Daniels: Federgewicht, Reißen 100 kg – 13., Stoßen 127,5 kg – 13., gesamt 13.
- Kevin Welch-Kennedy: Leichtgewicht, Reißen 127,5 kg – 6., Stoßen 155 kg – 8., gesamt 9.
- Alan Winterbourne: Leichtgewicht, Reißen 115 kg – 19., Stoßen 152,5 kg – 10., gesamt 15.
- Gary Langford: Mittelschwergewicht, Reißen 147,5 kg – 11., Stoßen 180 kg – 9., gesamt 9.
- Ken Price: Mittelschwergewicht, Reißen 137,5 kg – 16., Stoßen 170 kg – 13., gesamt 13.
- John Burns: Schwergewicht, Reißen 157,5 kg – 10., Stoßen 190 kg – 14., gesamt 14.
- Brian Strange: Schwergewicht, Reißen 155,5 kg – AC, Stoßen –, gesamt AC

## Judo
Leichtgewicht
- Connie Alexander, 12.

Halbmittelgewicht
- Vass Morrison, 5.

Mittelgewicht
- Brian Jacks, 11.

Halbschwergewicht
- David Starbrook, Bronze

Schwergewicht
- Keith Remfry, 11.

Offene Klasse
- Keith Remfry, Silber

## Kanu
Männer
- Kajak-Einer 500 m: Douglas Parnham, 8.
- Kajak-Einer 1000 m: Douglas Parnham, 7.
- Kajak-Zweier 1000 m: Stephen Brown, Norman Mason, 10.
- Kajak-Vierer 1000 m: Anthony Alan-Williams, Brian Haynes, John Oliver, Alan Williams, 10.
- Kanadier-Einer 1000 m: Willie Reichenstein, 10.

Frauen
- Kajak-Einer 500 m: Sheila Burnett, 10.
- Kajak-Zweier 500 m: Pauline Goodwin, Hilary Peacock, 10.

## Leichtathletik
200 m
- Ainsley Bennett

- Vorlauf— 21,26 s
- Viertelfinale – 21,07 s
- Halbfinale – 21,52 s (→ ausgeschieden)

400 m
- David Jenkins

- Vorlauf— 46,60 s
- Viertelfinale – 46,18 s
- Halbfinale – 45,20 s
- Finale – 45,57 s (→ 7. Platz)

- Glen Cohen

- Vorlauf— 47,77 s
- Viertelfinale – 47,67 s (ausgeschieden)

800 m
- Steve Ovett

- Vorlauf – 1:48,27 min
- Halbfinale – 1:46,14 min
- Finale – 1:45,44 min (→ 5. Platz)

- Frank Clement

- Vorlauf – 1:47,51 min
- Halbfinale – 1:48,28 min (→ ausgeschieden)

1500 m
- Frank Clement

- Vorlauf – 3:37,53 min
- Halbfinale – 3,38,92 min
- Finale – 3,39,65 min (→ 5. Platz)

- David Moorcroft

- Vorlauf – 3:40,69 min
- Halbfinale – 3:39,88 min
- Finale – 3:40,94 min (→ 7. Platz)

- Steve Ovett

- Vorlauf – 3:37,89 min
- Halbfinale – 3:40,34 min(→ ausgeschieden)

10.000 m
- Brendan Foster

- Vorlauf – 28:22,19 min
- Finale – 27:54,92 min (→  Bronze)

- Tony Simmons

- Vorlauf – 28:01,82 min
- Finale – 27:56,26 min (→ 4. Platz)

- Bernie Ford

- Vorlauf – 28:17,26 min
- Finale – 28:17,78 min (→ 8. Platz)

4 × 400 m
- Ainsley Bennett, Glen Cohen, David Jenkins, and Alan Pascoe

- Vorlauf – (→ ausgeschieden)

110 m Hürden
- Berwyn Price

- Vorlauf – 13,82 s
- Halbfinale – 13,78 s (→ ausgeschieden)

400 m Hürden
- Alan Pascoe

- Vorlauf – 51,66 s
- Halbfinale – 49,95 s
- Finale – 51,29 s (→ 8. Platz)

Weitsprung
- Roy Mitchell

- Vorlauf – 7,69 m (→ ausgeschieden)

Marathon
- Jeffrey Norman – 2:20:04 h (→ 26. Platz)
- Keith Angus – 2:22:18 h (→ 31. Platz)
- Barry Watson – 2:28:32 h (→ 45. Platz)

20 km Gehen
- Brian Adams – 1:30:46 h (→ 11. Platz)
- Olly Flynn – 1:31:42 h (→ 14. Platz)
- Paul Nihill – 1:36:40 h (→ 30. Platz)

Hammerwurf
- Chris Black

- Qualifikation – 70,76 m
- Finale – 73,18 m (→ 7. Platz)

- Paul Dickenson

- Qualifikation – 68,52 m (→ ausgeschieden, 14. Platz)

Weitsprung
- Sue Reeve

- Qualifikation Round – 6,26 m
- Finale – 6,27 m (→ 9. Platz)

## Moderner Fünfkampf
| Sportler                                              | Laufen 4000 m Cross | Laufen 4000 m Cross | Schwimmen 300 m Freistil | Schwimmen 300 m Freistil | Schießen Schnellfeuerpistole (200 Schuss) | Schießen Schnellfeuerpistole (200 Schuss) | Fechten Degen | Fechten Degen | Reiten Cross Country Hindernis | Reiten Cross Country Hindernis | Gesamt  | Gesamt |
| Sportler                                              | Punkte Zeit         | Platz               | Punkte Zeit              | Platz                    | Punkte Ringe                              | Platz                                     | Punkte Siege  | Platz         | Punkte Zeit                    | Platz                          | Punkte  | Platz  |
| ----------------------------------------------------- | ------------------- | ------------------- | ------------------------ | ------------------------ | ----------------------------------------- | ----------------------------------------- | ------------- | ------------- | ------------------------------ | ------------------------------ | ------- | ------ |
| Adrian Parker                                         | 1378 12:09.5        | 1.                  | 1240 3:24.25             | 7.                       | 868 188                                   | 27.                                       | 712 20        | 30.           | 1100 1:47.2                    | 5.                             | 5298    | 5.     |
| Danny Nightingale                                     | 1309 12:32.2        | 4.                  | 1172 3:32.67             | 15.                      | 934 191                                   | 18.                                       | 760 22        | 24            | 1012 2:15.6                    | 34.                            | 5187    | 10.    |
| Jeremy Fox                                            | 1264 12:47.6        | 6.                  | 1080 3:44.17             | 34                       | 846 187                                   | 30                                        | 784 23        | 18            | 1100 1:44.9                    | 1                              | 5074    | 15.    |
| Mannschaft Adrian Parker Danny Nightingale Jeremy Fox | Σ 3951              | 1.                  | Σ 3492                   | 5.                       | Σ 2648                                    | 8.                                        | Σ 2256        | 8.            | Σ 3212                         | 3.                             | Σ 15559 | Gold   |

## Radsport
Straßenrennen (180 km)
- Joseph Waugh – 4:49:01 h (→ 35. Platz)
- Dudley Hayton – 4:54:26 h (→ 43. Platz)
- Philip Griffiths – ausgeschieden (→ ohne Ergebnis)
- William Nickson – ausgeschieden (→ ohne Ergebnis)

1000 m Zeitfahren
- Paul Medhurst – 1:10,167 min (→ 19. Platz)

Sprint
- Trevor Gadd – 12. Platz

4000 m Einzelverfolgung
- Ian Hallam – 20. Platz

## Reiten
Dressur
- Sarah Whitmore auf Junker, 1375 Punkte, 22. Platz
- Jennie Loriston-Clarke auf Kadett, 1375 Punkte, 22. Platz
- Diana Mason auf Special Ed, 1326 Punkte, 25. Platz

Alle drei zusammen gewannen in der Mannschaftswertung nach Addition der Punktwertung den 8. Platz
Springen – Einzel
- Debbie Johnsey auf Moxy, 8/4 Fehlerpunkte, 4. Platz
- Peter Robeson auf Law Court, 4/23,75 Fehlerpunkte, 14. Platz
- Graham Fletcher auf Hideaway, 20/dnq Fehlerpunkte, 30. Platz

Springen – Mannschaft
- Debbie Johnsey auf Moxy, 8/16 Fehlerpunkte, 7. Platz
- Peter Robeson auf Law Court, 20/12 Fehlerpunkte, 7. Platz
- Graham Fletcher auf Hideaway, 16/20 Fehlerpunkte, 7. Platz
- Rowland Fernyhough auf Bouncer, 27/4 Fehlerpunkte, 7. Platz

Vielseitigkeit – Einzel
| Sportler                   | Pferd       | Dressur      | Dressur | Cross-Country | Cross-Country | Springen     | Springen | Gesamt  | Platz |
| -------------------------- | ----------- | ------------ | ------- | ------------- | ------------- | ------------ | -------- | ------- | ----- |
| Sportler                   | Pferd       | Fehlerpunkte | Platz   | Fehlerpunkte  | Platz         | Fehlerpunkte | Platz    | Gesamt  | Platz |
| Richard Meade              | Jacob Jones | −73.75       | 12.     | −57.60        | 3.            | −10.00       | 14.      | −141.35 | 4.    |
| HRH Prinzessin Anne        | Goodwill    | −91.25       | 26.     | −204.80       | 27.           | −3.25        | 13.      | −299.30 | 24.   |
| Lucinda Prior-Palmer-Green | Be Fair     | −62.91       | 5.      | −59.60        | 4.            | DNF          | DNF      | AC      | AC    |
| Hugh Thomas                | Playamar    | −85.00       | 16.     | −156.00       | 23.           | DNF          | DNF      | AC      | AC    |

Vielseitigkeit – Mannschaft
- Aufgrund des Abbruchs der Springen von zwei der vier Mannschaftsmitglieder kam keine Wertung für die Mannschaft zustande.

## Ringen
| Athleten         | Wettbewerb          | 1. Runde         | 1. Runde | 2. Runde        | 2. Runde | Achtelfinale         | Achtelfinale | Viertelfinale | Viertelfinale | Halbfinale | Halbfinale | Finale | Finale   | Rang |
| Athleten         | Wettbewerb          | Gegner           | Ergebnis | Gegner          | Ergebnis | Gegner               | Ergebnis     | Gegner        | Ergebnis      | Gegner     | Ergebnis   | Gegner | Ergebnis | Rang |
| ---------------- | ------------------- | ---------------- | -------- | --------------- | -------- | -------------------- | ------------ | ------------- | ------------- | ---------- | ---------- | ------ | -------- | ---- |
| Männer           |                     |                  |          |                 |          |                      |              |               |               |            |            |        |          |      |
| Amrik Singh Gill | Bantamgewicht       | Moisés López     | verloren | Jorge Ramos     | verloren | DNQ                  | DNQ          | DNQ           | DNQ           | DNQ        | DNQ        | DNQ    | DNQ      | –    |
| Kenneth Dawes    | Federgewicht        | Sergej Timofejew | verloren | Eduard Giray    | verloren | DNQ                  | DNQ          | DNQ           | DNQ           | DNQ        | DNQ        | DNQ    | DNQ      | –    |
| Joe Gilligan     | Leichtgewicht       | Sergio Fiszman   | gewonnen | Eberhard Probst | verloren | Gerhard Weisenberger | verloren     | DNQ           | DNQ           | DNQ        | DNQ        | DNQ    | DNQ      | –    |
| Keith Haward     | Weltergewicht       | Marin Pîrcălabu  | verloren | Jarmo Övermark  | verloren | DNQ                  | DNQ          | DNQ           | DNQ           | DNQ        | DNQ        | DNQ    | DNQ      | –    |
| Tony Shacklady   | Mittelgewicht       | John Peterson    | verloren | Adolf Seger     | verloren | DNQ                  | DNQ          | DNQ           | DNQ           | DNQ        | DNQ        | DNQ    | DNQ      | –    |
| Maurice Allan    | Leichtschwergewicht | Frank Andersson  | verloren | Ambroise Sarr   | gewonnen | Levan Tediashvili    | verloren     | DNQ           | DNQ           | DNQ        | DNQ        | DNQ    | DNQ      | –    |
| Keith Peache     | Schwergewicht       | Russ Hellickson  | verloren | Steve Daniar    | verloren | DNQ                  | DNQ          | DNQ           | DNQ           | DNQ        | DNQ        | DNQ    | DNQ      | –    |

## Rudern
Doppelzweier
- Michael Hart, Chris Baillieu → Silber

Zweier ohne Steuermann
- David Sturge, Henry Clay → 12. Platz

Zweier mit Steuermann
- Neil Christie, James Macleod, David Webb → 7. Platz

Doppelvierer
- Thomas Bishop, Mark Hayter, Andrew Justice, Allan Whitwell → 9. Platz

Vierer ohne Steuermann
- Richard Ayling, William Mason Neil Keron, David Townsend → 12. Platz

Achter
- Jim Clark, Tim Crooks, Richard Lester, Hugh Matheson, David Maxwell, Leonard Robertson, John Yallop, Patrick Sweeney und Frederick Smallbone → Silber

Zweier ohne Steuerfrau
- Linda Clark, Beryl Mitchell → 10. Platz

Vierer mit Steuerfrau
- Gillian Webb, Pauline Bird-Hart, Clare Grove, Diana Bishop, Pauline Wright → 8. Platz

## Schießen
Männer
Schnellfeuerpistole 25 m
- Brian Girling, 587 Ringe, 15.
- John Cooke, 583 Ringe, 31.

Pistole 50 m
- Laszlo Antal, 553 Ringe, 12.

Kleinkaliber-Dreistellungskampf 50 m
- Malcolm Cooper, 1140 Ringe (liegend 392 Ringe, kniend 383 Ringe, stehend 365 Ringe), 18.
- Barry Dagger, 1140 Ringe (liegend 393 Ringe, kniend 375 Ringe, stehend 369 Ringe), 24.

Kleinkaliber liegend 50 m
- Anthony Greenfield, 590 Ringe, 20.
- Alister Allan, 584 Ringe, 51.

Laufende Scheibe 50 m
- John Gough, 543 Ringe, 21.
- John Anthony, 537 Ringe, 23.

Mixed
Trap
- Malcolm Jenkins, 177 Ringe, 18.
- Peter Boden, 169 Ringe, 21.

Skeet
- Joe Neville, 191 Ringe, 22.
- Brian Hebditch, 184 Ringe, 47.

## Schwimmen
Männer
100 m Freistil
- Martin Smith: Vorlauf: 53,17 s, 53,11 s
- Kevin Burns: Vorlauf: 53,11 s, Halbfinale: 53,23 s

200 m Freistil
- Gordon Downie: Vorlauf: 1:52,47 min, Halbfinale: 1:52,78 min
- Brian Brinkley: Vorlauf: 1:53,07 min
- Alan McClatchey: Vorlauf: 1:55,84 min

400 m Freistil
- Gordon Downie: Vorlauf: 4:01,00 min
- Alan McClatchey: Vorlauf: 4:02,09 min

1500 m Freistil
- David Parker: Vorlauf: 15:46,60 min
- Paul Sparkes: Vorlauf: 15:59,04 min

4 × 200 m Freistil
- Alan McClatchey: Vorlauf: 1:55,30 min, Finale: 1:54,09 min, → Bronze
- David Dunne: Vorlauf: 1:55,09 min, Finale: 1:54,67 min, → Bronze
- Gordon Downie: Vorlauf: 1:54,39 min, Finale: 1:52,10 min, → Bronze
- Brian Brinkley: Vorlauf: 1:53,14 min, Finale: 1:51,25 min, → Bronze
- Die Mannschaft qualifizierte sich mit einer Zeit von 7:37,92 min für den Finallauf und errang dort mit 7:32,11 min den dritten Platz.

100 m Rücken
- James Carter: Vorlauf: 1:00,39 min
- Gary Abraham: Vorlauf: 1:00,61 min

200 m Rücken
- James Carter: Vorlauf: 2:08,05 min
- Peter Lerpiniere: Vorlauf: 2:09,88 min

100 m Brust
- David Wilkie: Vorlauf: 1:05,19 min, Halbfinale: 1:04,29 min, Finale: 1:03,43 min → Silber
- Duncan Goodhew: Vorlauf: 1:04,92 min, Halbfinale: 1:04,59 min, Finale: 1:04,66 min → 7. Platz
- David Leigh: Vorlauf: 1:06,12 min, Halbfinale: 1:05,91 min

200 m Brust
- David Wilkie: Vorlauf: 2:18,29 min OR, Finale: 2:15,11 min WR → Gold
- David Leigh: Vorlauf: 2:25,58 min
- Paul Naisby: aufgegeben

100 m Schmetterling
- John Mills: Vorlauf: 56,53 s, Halbfinale: 56,54 s
- Jon Jon Park: Vorlauf: 57,42 s
- Richard Iredale: Vorlauf: 58,50 s

200 m Schmetterling
- Brian Brinkley: Vorlauf: 2:01,93 min, Finale: 2:01,49 min → 6. Platz
- Sean Maher: Vorlauf: 2:05,95 min
- Gordon Hewit: Vorlauf: 2:07,60 min

400 m Lagen
- Alan McClatchey: Vorlauf: 4:34,31 min
- James Carter: Vorlauf: 4:41,25 min
- Duncan Cleworth: Vorlauf: 4:42,25 min

4 × 100 m Lagen
- James Carter (Rücken): Finale: 59,60 s → 4. Platz
- David Wilkie (Brust): Finale: 1:02,81 min → 4. Platz
- Brian Brinkley (Freistil): Finale: 51,45 s → 4. Platz
- John Mills (Schmetterling): Vorlauf: 55,85 s, Finale: 55,70 s → 4. Platz
- Gary Abraham (Rücken): Vorlauf: 1:00,24 min → 4. Platz
- Duncan Goodhew (Brust): Vorlauf: 1:03,79 min → 4. Platz
- Kevin Burns (Freistil): Vorlauf: 52,47 s → 4. Platz

Die Mannschaft erreichte mit 3:52,35 min im Vorlauf das Finale und wurde dort mit einer Zeit von 3:49,56 min Vierter.
Frauen
100 m Freistil
- Elaine Gray: Vorlauf: 1:00,31 min
- Susan Edmondson: Vorlauf: 1:00,64 min

200 m Freistil
- Susan Barnard: Vorlauf: 2:08,76 min
- Susan Edmondson: Vorlauf: 2:10,08 min
- Ann Bradshaw: Vorlauf: 2:10,93 min

400 m Freistil
- Susan Barnard: Vorlauf: 4:30,05 min
- Susan Edmondson: Vorlauf: 4:33,33 min

4 × 100 m Freistil
- Debbie Hill: Vorlauf: 59,36 s
- Ann Bradshaw: Vorlauf: 1:01,00 min
- Susan Edmondson: Vorlauf: 59,79 s
- Elaine Gray: Vorlauf: 1:00,04 min
- Die Mannschaft qualifizierte sich mit Rang 5 im Vorlauf nicht für das Finale.

100 m Rücken
- Joy Beasley: Vorlauf: 1:06,66 min
- Amanda James: Vorlauf: 1:07,28 min

200 m Rücken
- Sharron Davies: Vorlauf: 2:24,94 min
- Joy Beasley: Vorlauf: 2:25,14 min
- Kim Wilkinson: Vorlauf: 2:26,53 min

100 m Brust
- Maggie Kelly-Hohmann: Vorlauf: 1:14,23 min, Halbfinale: 1:13,57 min, Finale: 1:14,20 min → 7. Platz
- Christine Jarvis: Vorlauf: 1:14,94 min, Halbfinale: 1:14,59 min
- Helen Burnham: Vorlauf: 1:17,31 min

200 m Brust
- Maggie Kelly-Hohmann: Vorlauf: 2:39,01 min, Finale: 2:38,37 min → 7. Platz
- Debbie Rudd: Vorlauf: 2:38,26 min, Finale: 2:39,01 min → 8. Platz
- Christine Jarvis: Vorlauf: 2:41,61 min

100 m Schmetterling
- Sue Jenner: Vorlauf: 1:04,19 min, Halbfinale: 1:04,06 min
- Joanne Atkinson: Vorlauf: 1:04,70 min
- Jane Alexander: Vorlauf: 1:06,33 min

200 m Schmetterling
- Joanne Atkinson: Vorlauf: 2:21,23 min
- Anne Adams: Vorlauf: 2:22,62 min
- Jane Alexander: Vorlauf: 2:26,61 min

400 m Lagen
- Anne Adams: Vorlauf: 5:09,60 min
- Ann Bradshaw: Vorlauf: 5:10,82 min
- Susan Richardson: Vorlauf: 5:06,39 min

4 × 100 m Lagen
- Joy Beasley (Rücken): Vorlauf: 1:06,83 min, Finale: 1:06,84 min → 6. Platz
- Maggie Kelly-Hohmann (Brust): Vorlauf: 1:14,09 min, Finale: 1:13,37 min → 6. Platz
- Sue Jenner (Schmetterling): Vorlauf: 1:03,63 min, Finale: 1:03,53 min → 6. Platz
- Debbie Hill (Freistil): Vorlauf: 59,36 s, Finale: 59,51 s → 6. Platz

Die Mannschaft erreichte mit 4:23,91 min im Vorlauf das Finale und wurde dort mit einer Zeit von 4:23,25 min Sechster.

## Segeln
Finn-Dinghy
- David Howlett: 7. Platz

470er
- Derek Clark: 6. Platz
- Philip Crebbin: 6. Platz

Star
- Alan Warren: 14. Platz
- David Hunt: 14. Platz

Tornado
- John Osborn: Gold
- Reg White: Gold

Soling
- Chris Law: 13.
- Iain MacDonald-Smith: 13.
- Michael Baker-Harber: 13.

Flying Dutchman
- Julian Brooke-Houghton: Silber
- Rodney Pattison: Silber

## Turnen
Männer
| Turner       | Einzel- mehrkampf | Boden | Sprung | Barren | Reck | Ringe | Pferd |
| ------------ | ----------------- | ----- | ------ | ------ | ---- | ----- | ----- |
| Ian Neale    | 73.               | 50.   | 44.    | 83.    | 75.  | 90.   | 47.   |
| Tommy Wilson | 82.               | 89.   | 85.    | 81.    | 79.  | 74.   | 74.   |
| Jeff Davis   | 85.               | 71.   | 54.    | 84.    | 83.  | 88.   | 89.   |

Frauen
| Turnerin           | Einzel- mehrkampf | Boden | Sprung | Stufenbarren | Schwebebalken |
| ------------------ | ----------------- | ----- | ------ | ------------ | ------------- |
| Avril Lennox       | 35.               | 54.   | 44.    | 53.          | 49.           |
| Barbara Slater     | 68.               | 73.   | 56.    | 68.          | 63.           |
| Susan Cheesebrough | 79.               | 76.   | 81.    | 75.          | 75.           |

## Wasserspringen
Männer
Sprungbrett
- Chris Snode: 479,79 Punkte, 18. Platz
- Trevor Simpson: 450,81 Punkte, 20. Platz

Sprungturm
- Martyn Brown: 413,34 Punkte, 23. Platz

Frauen
Sprungbrett
- Helen Koppell: 39,96 Punkte, 13. Platz